# МАЗ-529
МАЗ-529 — первый советский одноосный тягач способный работать с различными прицепными механизмами как военного, так и гражданского назначения: установщики ракет, специальные дорожные катки, землевозы, скреперы, машины для уборки взлётно-посадочных полос в аэропортах и т. д. Выпускался с 1959 по 1961 годы на Минском автомобильном заводе, а с 1961 по 1973 годы на Могилёвском автомобильном заводе им. С. М. Кирова.

## История
В 50-х годах в США началось производство специальных машин с ломающейся рамой, состоящих из двух частей: одноосного тягача и прицепного механизма. Подобные машины были весьма мобильными, имели малый радиус разворота и при этом хорошую проходимость. Они могли быть задействованы как в народном хозяйстве, так и в армии.
В это же время в СССР началась разработка аналогичных машин. Разработка была поручена СКБ-1 Минского автомобильного завода. Первоочередным заказчиком подобной техники выступало Министерство обороны. Ему нужны были мобильные установщики ракет, самоходные заправщики для этих ракет, а также строительные машины. Первый опытный образец был построен в 1956 году. Он имел одноместную кабину, дизель ЯАЗ-М206 мощностью в 165 л. с.
Испытания автомобиля потребовали его доработки и уже обновлённый тягач МАЗ-529 был продемонстрирован в 1958 году. Его и рекомендовали в производство, только на этот раз с форсированным до 180 л. с. дизелем и двухместной кабиной. В 1961 году производство этих тягачей было перенесено в Могилёв на завод подъемно-транспортного оборудования имени С. М. Кирова Минтяжмаша СССР, будущий автозавод МоАЗ.
В армии эти тягачи работали совместно с установщиками ракет Р-12 и Р-14 модель 8У210. Кроме того, для них были разработаны специальные войсковые автокраны и топливозаправщики ракетного топлива. В народном хозяйстве одноосному тягачу тоже нашлось достаточно применения. Скреперы и катки работающие с МАЗ-529 стали незаменимыми на дорожном и промышленном строительстве. Причём, сами тягачи изготавливали в Могилёве, а скреперы и катки к ним в Мозыре. В 1965 году тягачи были модернизированы и получили обозначение МоАЗ-529И. Также выпускались и различные модификации, в частности для работы в тропическом климате, с кабиной с мягким складным тентом.
В конце 60-х годов по заданию МГА СССР СКБ завода «Мелиормаш» (Минск) разработало специальную машину ДЭ-7 для очистки от снега взлётно-посадочных полос аэродромов, которую возил тягач МоАЗ-529. Производство столь нужной техники начали в 1972 году.
В 1969 году на смену тягачу МоАЗ-529И пришёл новый МоАЗ-546П. Однако серийное производство 529-го продолжалось в Могилёве вплоть до февраля 1973 года.

## Сохранившиеся машины
На сегодняшний день известно о нескольких сохранившихся экземплярах тягачей МоАЗ-529 в основном в консервации. В частности такой тягач со скрепером установлен в качестве памятника строителям КамАЗа в Набережных Челнах, памятник открыт в 1981 году.
Ещё один экземпляр МоАЗ-529 является экспонатом экспозиции посвященной сельскохозяйственной технике в "Парке Победы" на Соколовой горе в Саратове.

## Интересные факты
- Для того, чтобы одноосный тягач мог самостоятельно передвигаться в пределах автохозяйства во время перецепки к нему механизмов или его технического обслуживания, в передней части тягача устанавливалось небольшое управляемое колесо.
- Одноосный тягач МАЗ-529 формально может считаться первым советским переднеприводным автомобилем.
- Термин «одноосный тягач» чисто советский. На Западе подобные машины как отдельный вид транспорта не рассматриваются.